# American Association 1888
American Association 1888 var den syvende sæson i baseballligaen American Association. Ligaen havde deltagelse af otte hold, som hver skulle spille 140 kampe i perioden 18. april – 17. oktober 1888. I forhold til sæsonen før havde Kansas City Cowboys erstattet New York Metropolitans, som lukkede efter 1887-sæsonen.
Mesterskabet blev vundet af St. Louis Browns, som vandt 92 og tabte 43 kampe, og som dermed sikrede sig sit fjerde mesterskab i American Association – de tre første blev vundet i 1885, 1886 og 1887.

## Resultater
| Plac. | Hold                   | Kampe | Vundne | Uafgj. | Tabte | Proc.  |
| ----- | ---------------------- | ----- | ------ | ------ | ----- | ------ |
| 1.    | St. Louis Browns       | 137   | 92     | 2      | 43    | 68,1 % |
| 2.    | Brooklyn Bridegrooms   | 143   | 88     | 3      | 52    | 62,9 % |
| 3.    | Philadelphia Athletics | 136   | 81     | 3      | 52    | 69,9 % |
| 4.    | Cincinnati Reds        | 139   | 76     | 3      | 60    | 55,9 % |
| 5.    | Baltimore Orioles      | 137   | 57     | 0      | 80    | 41,6 % |
| 6.    | Cleveland Forest Citys | 135   | 50     | 3      | 82    | 37,9 % |
| 7.    | Louisville Colonels    | 139   | 48     | 4      | 87    | 35,6 % |
| 8.    | Kansas City Cowboys    | 132   | 43     | 0      | 89    | 32,6 % |